# Afroplitis pylades
Afroplitis pylades är en fjärilsart som beskrevs av Sergius G. Kiriakoff 1955. Afroplitis pylades ingår i släktet Afroplitis och familjen tandspinnare. Inga underarter finns listade i Catalogue of Life.